# Río Lileo
El río Lileo es un curso de agua dentro del departamento Minas en la provincia del Neuquén, Argentina.

## Curso
El Lileo nace de la confluencia de los arroyos Donaire y Angosto en la cordillera de los Andes, muy cerca del paso fronterizo Buta Mallin, recorre el valle de Los Miches recibiendo agua de diversos arroyos como La tregua, Palao, y de la laguna Los Rojos. Finalmente vierte sus aguas en el Río Nahueve, quien luego de recorrer 1500 m desemboca en el río Neuquén.

## Aprovechamiento
En la desembocadura se practica pesca deportiva, obteniéndose principalmente trucha arco iris de tamaño chico a mediano.